# Schistosomiasisimpfstoff

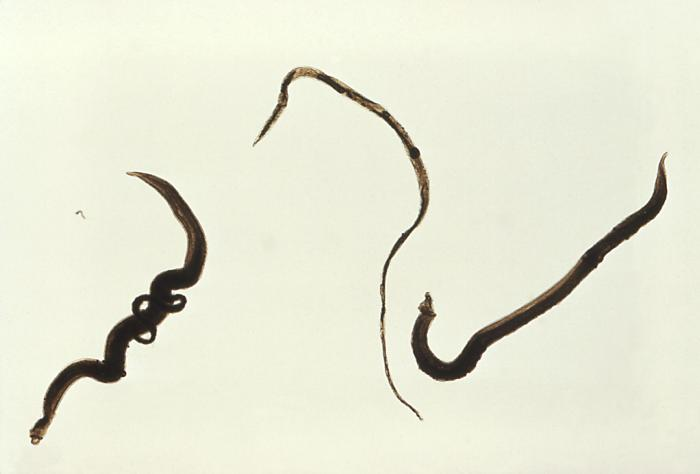
Schistosoma mansoni

Ein Schistosomiasisimpfstoff (synonym Bilharzioseimpfstoff) ist ein Impfstoff gegen Parasiten der Gattung Schistosoma, den Erreger der Bilharziose.

## Eigenschaften
Während die Bilharziose sicher und wirksam mit Praziquantel, Oxamniquin und Metrifonat behandelt werden kann, endet ihre Wirkung mit Beendigung der Einnahme. Daher werden Impfstoffe gegen Schistosomen entwickelt, die einen nachwirkenden Schutz gegen eine Infektion bieten sollen. Als Antigene werden im Zuge des Impfstoffdesigns die Proteine Sm-p80 (Calpain) und Sm14 untersucht.